# ستيفن إل. روس
ستيفن إل. روس (بالإنجليزية: Stephen L. Ross)‏ هو سياسي أمريكي، ولد في 1815، وتوفي في 1891. حزبياً، نشط في الحزب الديمقراطي. وقد انتخب عضو مجلس نواب تينيسي وانتخب عضو مجلس ولاية تينيسي.